# ياكوف سبرينغر
ياكوف سبرينغر (بالعبرية: יעקב שפרינגר‏) (حوالي 1921 - 6 سبتمبر 1972) مصارعةمصارع ومدرب رفع الأثقال وقاضي ومعروف بأنه أحد ضحايا عملية ميونيخ في دورة الألعاب الأولمبية الصيفية 1972 في ميونيخ في ألمانيا الغربية.
خلال الهولوكوست شارك سبرينغر في انتفاضة غيتو وارسو.
قتل سبرينغر البولندي المولد مع 10 رجال آخرين كانوا يمثلون إسرائيل في الألعاب الأولمبية في ميونيخ. قتلوا على أيدي إرهابيين فلسطينيين من منظمة أيلول الأسود التابعة لمنظمة التحرير الفلسطينية. كان الفلسطينيون قد احتجزوا 11 إسرائيليا كرهائن وطلبوا الإفراج عن 236 سجينا فلسطينيا في إسرائيل وألمانيا. بعد وصول الرهائن وأعضاء منظمة أيلول الأسود إلى المطار هاجمتهم الشرطة الألمانية في محاولة لإنقاذهم. قتل أفراد أيلول الأسود الإسرائيليين ببنادق وقنابل يدوية.

## روابط خارجية
- ياكوف سبرينغر على موقع أوليمبيديا (الإنجليزية)